# USS Davidson (FF-1045)
La USS Davidson (FF-1045/DE-1045) fue un destructor de escolta, luego re-clasificado como fragata, de la clase García en servicio con la US Navy y luego transferida a la Marina de Brasil como CT Paraíba (D-28).

## Construcción e historia de servicio
Iniciada con la puesta de la quilla en 1963. Fue botado el casco en 1964. Y fue asignado en 1965. En su historial operativo se destaca un incendio producido en 1980 mientras re-abastecía con el USS Sacramento. Pasó a retiro en 1988 y fue transferida a la marina de guerra de Brasil en 1989. Pasó a retiro en 2002; y se hundió en 2005 mientras era remolcada para su desguace.